# لیک ایری بیچ (نیویورک)
لیک ایری بیچ (به انگلیسی: Lake Erie Beach) یک منطقهٔ مسکونی در ایالات متحده آمریکا است که در شهرستان ایری، نیویورک واقع شده‌است. لیک ایری بیچ ۱۰٫۰ کیلومتر مربع مساحت و ۳٬۸۷۲ نفر جمعیت دارد و ۱۹۱ متر بالاتر از سطح دریا واقع شده‌است.